# Atractus marthae
Atractus marthae — вид змій родини полозових (Colubridae). Ендемік Колумбії. Описаний у 2019 році.

## Поширення і екологія
Atractus marthae відомі з типової місцевості, розташованої в районі Вереда-Еспарти в муніципалітеті Санта-Барбара у колумбійському департаменті Сантандер, на висоті 2400 м над рівнем моря.